# Strongylognathus alboini
Strongylognathus alboini es una especie de insecto del género Strongylognathus, de la familia Formicidae, del orden Hymenoptera.

## Taxonomía
Fue descrita científicamente por Finzi, 1924. 